# Guy Touvron

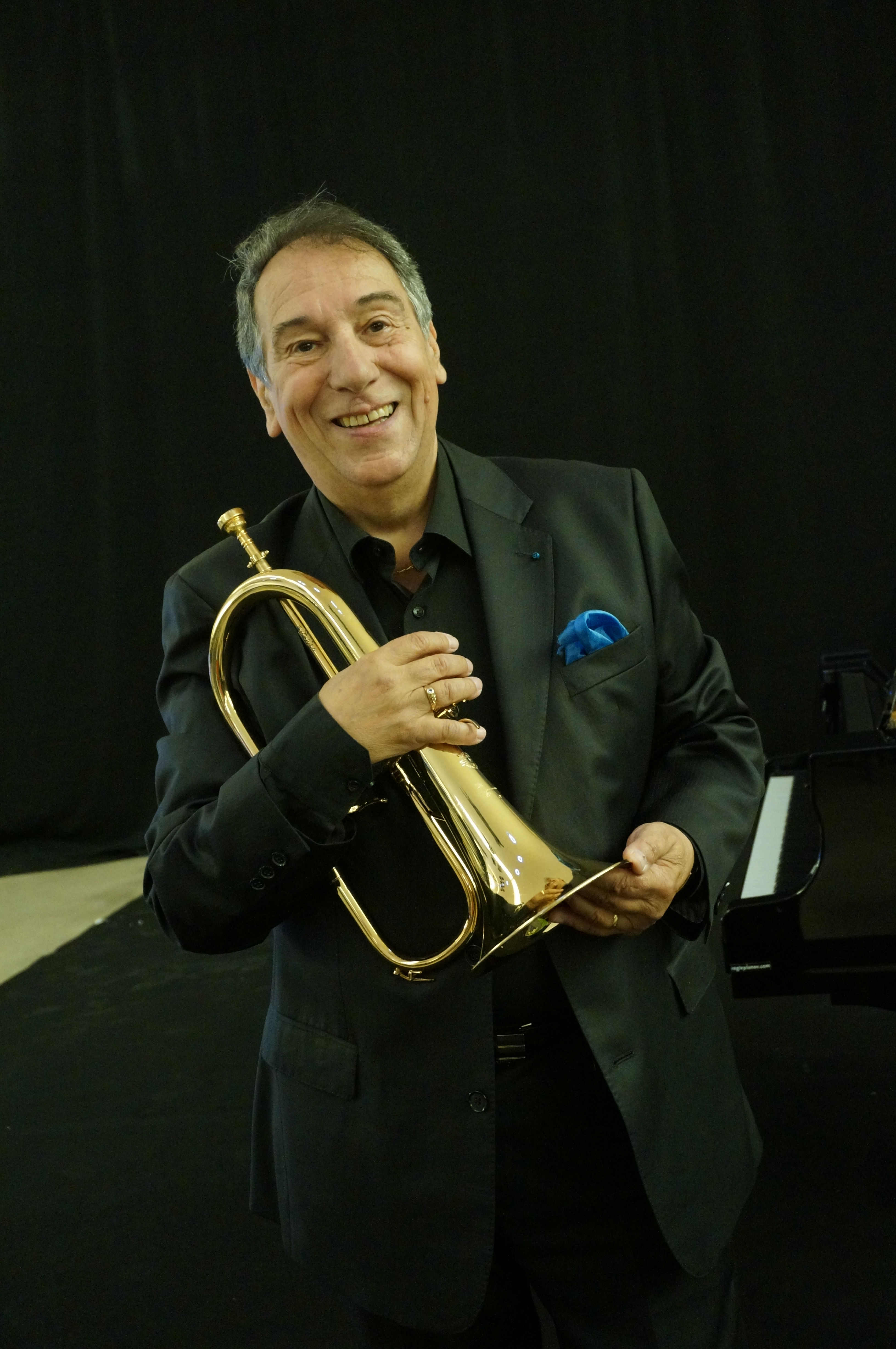
Guy Touvron (2014)

Guy Touvron (* 15. Februar 1950 in Vichy; † 9. März 2024) war ein französischer klassischer Trompeter und Hochschullehrer in Paris.

## Leben
Touvrons Eltern waren keine Musiker, aber sein Großvater spielte bereits Kornett. So begann er im Alter von zehn Jahren, in seinem Heimatort Kornett zu spielen.
Er ging 1967 an das CNSM de Paris, studierte bei Maurice André und erzielte ein Jahr später den Premier Prix im Fach Kornett, 1969 den Premier Prix im Fach Trompete und erhielt in den Jahren von 1971 bis 1975 internationale Preise in München, Prag und Genf.
Seither war Touvron ein gefragter Solist und arbeitete mit international bekannten Orchestern wie I Solisti Veneti, dem English Chamber Orchestra, dem Orchester des Mozarteums in Salzburg, den Festival Strings Lucerne und zahlreichen Symphonieorchestern zusammen und konzertierte im In- und Ausland, beispielsweise in Paris, Lille, Lanaudière, Pollença, Ansbach, Salzburg und Montreux. Er konzertierte mit bekannten Künstlern der Klassischen Musik wie Jean-François Paillard, Yehudi Menuhin, Serge Baudo und Claudio Scimone. Mehr als 25 Werke wurden von zeitgenössischen Komponisten für ihn geschrieben, z. B. von Charles Chaynes, Graciane Finzi, Anthony Girard, Jacques Loussier, Alain Margoni, François Rauber u. a. Im Bereich des Jazz arbeitete Touvron auch mit Jacques Loussier (The Greatest Bach, 1988) und Claude Bolling (Cross Over U.S.A., 1993).
Regelmäßig war Touvron in Asien und den USA zu Gast und hat 120 Tonträgereinspielungen vorgenommen, die stets wohlwollend bewertet wurden. Sein Repertoire war vergleichbar mit dem seines früheren Lehrers Maurice André und erstreckte sich vom Barock bis zur zeitgenössischen Musik.
Touvron war Professor am Conservatoire à rayonnement régional (CRR) in Paris. Für seine Verdienste wurde er im Jahr 1993 zum Ritter des Ordre national du Mérite und im Jahr 2000 zum Offizier des Ordre national du Mérite ernannt. Touvron war zudem Chevalier des Arts et Lettres.
Der Asteroid (278197) Touvron ist nach ihm benannt.

## Einspielungen (Auswahl)
- Guy Touvron mit Wolfgang Karius: Splendour & Magnificence: Glory of the Baroque Trumpet (2007)
- Guy Touvron: Trompette – Etudes Françaises du XXè Siècle (2000)
- Guy Touvron und Franck Pulcini: Sonnez Trompettes (1995)
- Guy Touvron und Carine Clement: Le Concert
- Guy Touvron und Luigi Celeghin: Fantasia per tromba e organo (1985)
- Guy Touvron und Nelly Cotin: Pavane
- Guy Touvron und Isabelle Régis: Les plus beaux Noëls de nos Provinces
- Guy Touvron und Nelly Cotin: La Trompette de toutes les Mélodies
- Guy Touvron und Barbara Löcher: Cantate 51 – J. S. Bach / Sur les rives du Tibre – Scarlatti (1990)
- Guy Touvron und Daniel Colin: Trompette au bal musette (2001)
- Guy Touvron, Marie Rigaud, Catherine Ramona and Isabelle Ramona: Capricci armonici (1997)
- Guy Touvron (Solist) mit dem Orchestre A. Vivaldi: Hommage à l’Europe (2001)
- Guy Touvron (Solist) mit dem Prager Kammerorchester: Mozart – Touvron
- Guy Touvron (Solist) mit dem Orchestre d’Harmonie de la Garde Républicaine: De List à Nougaro
- Guy Touvron (Solist) mit dem Orchestre d’Harmonie de la ville de Vichy: Orchestre d’Harmonie de la ville de Vichy avec Guy Touvron
- Guy Touvron Brass Ensemble: Ensemble de cuivres Guy Touvron
- Guy Touvron Brass Ensemble: Gershwin (1992)
- Guy Touvron Quintett: Ragtimes (1992)

## Veröffentlichung
- Guy Touvron: Maurice André: une trompette pour la renommée (Biografie). Du Rocher, Monaco 2003, ISBN 2-268-04785-7.